# Primo cimitero di Atene
Il Primo cimitero di Atene (in greco Πρώτο Νεκροταφείο Αθηνών) è il primo ufficiale cimitero della città di Atene, Grecia, e il primo ad essere stato costruito. Fu inaugurato nel 1837 e presto divenne un lussuoso cimitero di personaggi famosi, sia greci, sia stranieri. Oggi è una gliptoteca a cielo aperto con opere dei massimi scultori greci del XIX e XX secolo; è un dichiarato monumento storico.
L'edificio è situato dietro il tempio di Zeus Olimpio e lo stadio Panathinaiko nel centro di Atene; è un grande spazio verde, con numerosi pini e cipressi. 
Nell'edificio ci sono tre chiese. La principale è la chiesa di San Teodoro; delle due minori, una è dedicata a san Lazzaro di Betania, mentre la terza è una chiesa cattolica. Ci sono zone separate per protestanti ed Ebrei. La tomba più imponente è quella di Heinrich Schliemann (progettata da Ernst Ziller); tra le altre, vi sono le tombe di Ioannis Pesmazoglou e di George Averoff. Una delle più belle è quella chiamata "I Kimomeni" ("La ragazza dormiente"), dello scultore Yannoulis Chalepas di Tinos.

## Tombe illustri
| Immagine | nome                    | note |
| -------- | ----------------------- | --- |
|          | Theo Angelopoulos       | regista |
|          | George Averoff          | filantropo e uomo d'affari |
|          | Richard Church          | generale britannico |
|          | Adolf Furtwängler       | scrittore e archeologo |
|          | Humphrey Jennings       | regista |
|          | Konstantinos Kanaris    | eroe della Guerra d'indipendenza greca ammiraglio e uomo di stato greco sei volte Primo ministro della Grecia                          |
|          | Melina Merkouri         | cantante, attrice e politica |
|          | Andreas Michalakopoulos | uomo di stato |
|          | Alekos Panagulis        | eroe della Resistenza greca protagonista di Un uomo di Oriana Fallaci                                                                  |
|          | Geōrgios Papadopoulos   | militare e politico greco Primo Ministro della Grecia (1967-1973) reggente della Grecia (1972-1973) Presidente della Repubblica (1973) |
|          | Andreas Papandreou      | Primo Ministro greco |
|          | Geōrgios Papandreou     | Primo Ministro greco |
|          | Katina Paxinou          | attrice |
|          | Demis Roussos           | cantante |
|          | Heinrich Schliemann     | archeologo |
|          | Giorgos Seferis         | poeta |
|          | Vassilis Tsitsanis      | compositore rebetiko |
|          | Aliki Vougiouklaki      | attrice e cantante |
|          | Terence Hanbury White   | scrittore |
|          | Ernst Ziller            | architetto |